# گمینا سکوچوو
گمینا سکوچوو (به لهستانی:  Gmina Skoczów) یک گمینا در لهستان است که در شهرستان چیشن واقع شده‌است. گمینا سکوچوو ۶۳٫۲۷ کیلومتر مربع مساحت و ۲۵٬۵۹۵ نفر جمعیت دارد.